# Booth Gardner
Booth Gardner (Tacoma, 21 de agosto de 1936 – Tacoma, 15 de março de 2013) foi um político norte-americano, membro do Partido Democrata, tendo sido governador do estado de Washington de 1985 a 1993. Antes de servir como governador, Gardner foi Executivo do Condado de Pierce.
Booth Gardner era um dos herdeiros dos bens de Weyerhaueser. Ele estudou até 1958 na Universidade de Washington, e mais tarde estudou em Harvard.
Como membro do Partido Democrata, foi, entre 1970 e 1973, Membro do Senado do Estado de Washington. Em 1980, foi chefe do Norton Laird Company. Em 1981, foi presidente-executivo do condado de Pierce, ocupando o cargo até 1984. Foi eleito governador de Washington em 1984.
Booth Gardner tomou posse em 16 de janeiro de 1985, sendo reeleito em 1988, e deixou o cargo a 13 de janeiro de 1993.

## Histórico Eleitoral
| Eleição para governador de Washington em 1980 | Eleição para governador de Washington em 1980 | Eleição para governador de Washington em 1980 | Eleição para governador de Washington em 1980 | Eleição para governador de Washington em 1980 | Eleição para governador de Washington em 1980 | Eleição para governador de Washington em 1980 |
| Partido                                       | Partido                                       | Candidato                                     | Candidato                                     | Votos                                         | %                                             | ±%                                            |
| --------------------------------------------- | --------------------------------------------- | --------------------------------------------- | --------------------------------------------- | --------------------------------------------- | --------------------------------------------- | --------------------------------------------- |
|                                               | Democrata                                     |                                               | Booth Gardner                                 | 1.006.993                                     | 53,31%                                        | +9,99%                                        |
|                                               | Republicano                                   |                                               | John Spellman                                 | 881.994                                       | 46,69%                                        | -9,99%                                        |
|                                               |                                               |                                               | Total                                         | Total                                         | 1.888.987                                     | 1.888.987                                     |

| Eleição para governador de Washington em 1984 | Eleição para governador de Washington em 1984 | Eleição para governador de Washington em 1984 | Eleição para governador de Washington em 1984 | Eleição para governador de Washington em 1984 | Eleição para governador de Washington em 1984 | Eleição para governador de Washington em 1984 |
| Partido                                       | Partido                                       | Candidato                                     | Candidato                                     | Votos                                         | %                                             | ±%                                            |
| --------------------------------------------- | --------------------------------------------- | --------------------------------------------- | --------------------------------------------- | --------------------------------------------- | --------------------------------------------- | --------------------------------------------- |
|                                               | Democrata                                     |                                               | Booth Gardner                                 | 1.166.448                                     | 62,21%                                        | +8,90%                                        |
|                                               | Republicano                                   |                                               | Bob Williams                                  | 708.481                                       | 37,79%                                        | -8,90%                                        |
|                                               |                                               |                                               | Total                                         | Total                                         | 1.874.929                                     | 1.874.929                                     |